# 프렌즈 (2002년 드라마)
《프렌즈》(フレンズ)는 2002년 대한민국 문화방송 MBC와 일본 도쿄방송 TBS에서 2002 한일 월드컵 공동 개최를 기념해 공동 제작·방송한 한일 합작 드라마로, 원빈과 후카다 쿄코가 주연을 맡았다.

## 개요
한국, 일본의 방송사가 처음으로 공동 제작한 합작 드라마로, 드라마 방영은 각각 2시간씩 4부작으로 방송되었는데, 먼저 방송된 일본에서는 2002년 2월 4일과 5일에 방송되어 시청률은 14.1%(1,2부)과 15.3%(3,4부)으로 평소 이 시간대 시청률(12∼13%)보다 높은 시청률을 기록하며, 마지막 장면에서 순간 20%를 넘었다. 한국에서는 2002년 2월 15일과 16일의 연속으로 방송되어 19%(1,2부)와 15%(3,4부)의 높은 시청률을 기록했다. 드라마 OST는 영화 《러브레터》로 잘 알려진 레미디오스와 한국의 영화음악가 조성우가 참여했다.

## 줄거리
아사이 토모코(후카다 쿄코)는 회사 동료인 야마기시 유코와 홍콩으로 여행에 가지만 유코에게 갑자기 일이 생겨 떠나고 토모코는 홀로 남겨진다. 그때 토모코는 소매치기를 당하고, 범인으로 오해하게 된 한국인 김지훈(원빈)을 만나게 된다. 첫 만남은 최악이었지만 지훈의 취미인 영화 촬영에 도움을 주면서 점차 사이가 가까워진다.

## 등장 인물

### 주요 인물
- 원빈 : 김지훈 역

운동을 좋아하고 유머러스하며 다재다능한 자유 주의자이다. 서울에서 경주와 함께 자취를 하며 대학을 다닌다. 전공은 건축학이지만 가슴속에는 어렸을 때부터 꿈이었던 영화에 대한 뜨거운 열정을 품고 있다. 여자들에게는 꽤 인기가 있는 편이지만 정작 자신의 마음을 사로잡는 상대는 아직 만나지 못했다. 겉으로는 부드럽고 가슴속에는 집념과 열정이 살아있는 건강한 외유내강의 젊은이이다.
- 후카다 쿄코 : 아사이 토모코 역

단기대학을 졸업하고 백화점에서 근무하고 있다. 활발하고 정열적인 성격이며 항상 새로운 일에 도전하기를 좋아한다. 사람을 잘 믿고, 착한 사람이지만 남에게 당하면 반드기 곱배기로 돌려주는 당찬 면이 있다. 학교에 다닐 때부터 그녀의 인생 좌우명은 “내일은 반드시 오늘과 달라야만 한다”이다. 하지만 실제 그녀의 삶은 너무나도 똑같은 일상의 반복이다.

### 지훈의 주변 인물
- 이동건 : 박경주 역 - 지훈의 친구
- 한혜진 : 박혜진 역 - 경주의 동생
- 이호재 : 지훈의 아버지 역
- 선우은숙 : 지훈의 어머니 역
- 최란 : 지훈의 고모 역

### 토모코의 주변 인물
- 오자와 유키요시 : 사카마키 역 - 토모코의 오랜 친구이자 직장 동료
- 야다 아키코 : 유코 역 - 토모코의 직장 동료
- 토다 나호 : 미도리 역 - 재일교포 3세, 한국어학원에서 만난 토모코의 친구

### 그 외 인물
- 타케시타 케이코
- 콘도 요시마사
- 쿠로다 후쿠미
- 타치바나 유키코
- 박형준
- 전정로
- 김철기
- 백종헌
- 김신일
- 윤희주
- 박현정
- 이성호
- 조명진
- 신신범
- 최범호
- 양현태
- 염재욱
- 최자혜
- 강보라
- 정승재
- 지양명
- 안용근
- 손민경
- 인교진
- 김선정

### 특별출연
- 진혜림

## 같이 보기
- 소나기 비 갠 오후 (2002년에 방송된 한일 합작 드라마)
- 별의 소리 (2004년에 방송된 한일 합작 드라마)